# 半岭牌坊
半岭牌坊，位于中国广东省清远市连州市连州镇巾峰山麓，为连州市的一个市级文物保护单位，类型为古建筑，公布时间为1996年8月。
半岭牌坊的历史年代为明代。